# Viola, Arkansas
Viola är en ort i Fulton County i Arkansas. Viola hade 337 invånare enligt 2010 års folkräkning. Postkontoret i Viola öppnades 1860 och Newton Barker utsågs till postmästare. Postkontoret fick sitt namn efter Barkers hemort Viola i Kentucky. Barker hade dessutom en dotter som hette Viola.